# Kellyn Acosta
Kellyn Acosta (Plano, 1995. július 24. –) amerikai válogatott labdarúgó, a Chicago Fire középpályása és csapatkapitánya.

## Pályafutása

### Klubcsapatokban
Acosta a texasi Plano városában született. Az ifjúsági pályafutását a Dallas akadémiájánál kezdte.
2012-ben mutatkozott be a Dallas első osztályban szereplő felnőtt keretében. 2018-ban a Colorado Rapidshoz igazolt. 2022. január 14-én kétéves szerződést kötött a Los Angeles együttesével. Először a 2022. február 26-ai, Colorado Rapids ellen 3–0-ra megnyert mérkőzésen lépett pályára. Első gólját 2022. április 24-én, a Cincinnati ellen idegenben 2–1-es győzelemmel zárult találkozón szerezte meg. 2024 februárjában a Chicago Fire-höz szerződött.

### A válogatottban
Acosta, az U17-es, az U18-as, az U20-as és az U23-as korosztályú válogatottakban is képviselte Amerikát.
2016-ban debütált a felnőtt válogatottban. Először a 2016. január 31-ei, Izland ellen 3–2-re megnyert mérkőzésen lépett pályára. Első gólját 2017. július 1-jén, Ghána ellen 2–1-es győzelemmel zárult barátságos mérkőzésen szerezte meg.

## Statisztikák
2023. június 5. szerint
| Klub            | Szezon   | Osztály  | Bajnokság | Bajnokság | Kupa  | Kupa | Nemzetközi | Nemzetközi | Összesen | Összesen |
| Klub            | Szezon   | Osztály  | Meccs     | Gól       | Meccs | Gól  | Meccs      | Gól        | Meccs    | Gól      |
| --------------- | -------- | -------- | --------- | --------- | ----- | ---- | ---------- | ---------- | -------- | -------- |
| Dallas          | 2013     | MLS      | 13        | 0         | 0     | 0    | —          | —          | 13       | 0        |
| Dallas          | 2014     | MLS      | 16        | 0         | 0     | 0    | —          | —          | 16       | 0        |
| Dallas          | 2015     | MLS      | 24        | 3         | 1     | 1    | —          | —          | 25       | 4        |
| Dallas          | 2016     | MLS      | 34        | 2         | 5     | 0    | 7          | 3          | 46       | 5        |
| Dallas          | 2017     | MLS      | 23        | 3         | 0     | 0    | —          | —          | 23       | 3        |
| Dallas          | 2018     | MLS      | 13        | 1         | 2     | 0    | —          | —          | 15       | 1        |
| Dallas          | Összesen | Összesen | 123       | 9         | 8     | 1    | 7          | 3          | 138      | 13       |
| Colorado Rapids | 2018     | MLS      | 12        | 2         | 0     | 0    | —          | —          | 12       | 2        |
| Colorado Rapids | 2019     | MLS      | 31        | 2         | 1     | 0    | —          | —          | 32       | 2        |
| Colorado Rapids | 2020     | MLS      | 16        | 2         | 0     | 0    | —          | —          | 16       | 2        |
| Colorado Rapids | 2021     | MLS      | 22        | 1         | 0     | 0    | —          | —          | 22       | 1        |
| Colorado Rapids | Összesen | Összesen | 81        | 7         | 1     | 0    | 0          | 0          | 82       | 7        |
| Los Angeles     | 2022     | MLS      | 35        | 3         | 3     | 0    | 1          | 0          | 39       | 3        |
| Los Angeles     | 2023     | MLS      | 10        | 0         | 0     | 0    | 7          | 1          | 17       | 1        |
| Los Angeles     | Összesen | Összesen | 45        | 3         | 3     | 0    | 8          | 1          | 56       | 4        |
| Összesen        | Összesen | Összesen | 249       | 19        | 12    | 1    | 15         | 4          | 276      | 24       |

### A válogatottban
| Válogatott       | Év       | Pályára lépés | Gól |
| ---------------- | -------- | ------------- | --- |
| Egyesült Államok | 2016     | 4             | 0   |
| Egyesült Államok | 2017     | 13            | 1   |
| Egyesült Államok | 2018     | 6             | 1   |
| Egyesült Államok | 2020     | 1             | 0   |
| Egyesült Államok | 2021     | 21            | 0   |
| Egyesült Államok | 2022     | 10            | 0   |
| Egyesült Államok | 2023     | 3             | 0   |
| Összesen         | Összesen | 58            | 2   |

#### Góljai a válogatottban
| # | Időpont           | Helyszín                                                   | Ellenfél | Gólok | Eredmény | Kiírás              |
| - | ----------------- | ---------------------------------------------------------- | -------- | ----- | -------- | ------------------- |
| 1 | 2017. július 1.   | Rentschler Field, East Hartford, Amerikai Egyesült Államok | Ghána    | 2–0   | 2–1      | Barátságos mérkőzés |
| 2 | 2018. október 11. | Raymond James Stadion, Tampa, Amerikai Egyesült Államok    | Kolumbia | 1–1   | 2–4      | Barátságos mérkőzés |

## Sikerei, díjai
Dallas
- US Open Cup
  - Győztes (1): 2016

 Los Angeles
- MLS
  - Bajnok (1): 2022
  - Ezüstérmes (1): 2023

- CONCACAF-bajnokok ligája
  - Ezüstérmes (1): 2023

- Campeones Cup
  - Döntős (1): 2023

 Amerikai U17-es válogatott
- U17-es CONCACAF-bajnokság
  - Győztes (1): 2011

 Amerikai válogatott
- CONCACAF-aranykupa
  - Győztes (2): 2017, 2021

- CONCACAF Nemzetek ligája
  - Győztes (1): 2019–20